# Walter Klose (Maler)

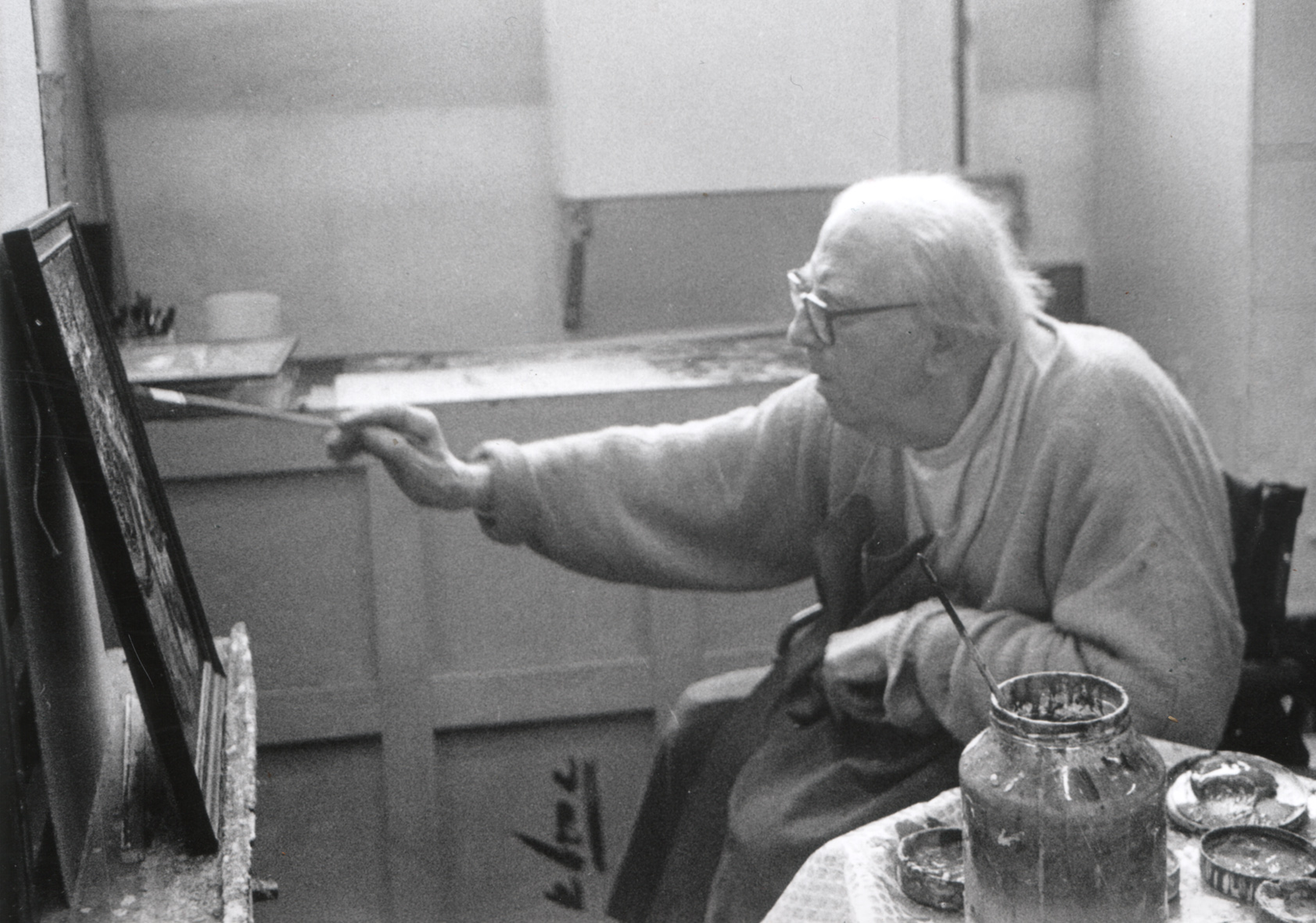
Walter Klose in seinem Münchner Atelier

Walter Klose (* 26. Januar 1921 in Jägerndorf, Tschechoslowakei; † 10. August 2003 in München) war ein deutscher Maler.

## Familie
Walter Klose stammte aus einer katholischen Weberfamilie in Schlesien. Seine Frau Rosemarie (Taubert) (1920–2012) verwaltete den Nachlass des Künstlers, seine Tochter Eva-Maria (* 1958) arbeitet als Malerin und Grafikerin.

## Leben und Beruf

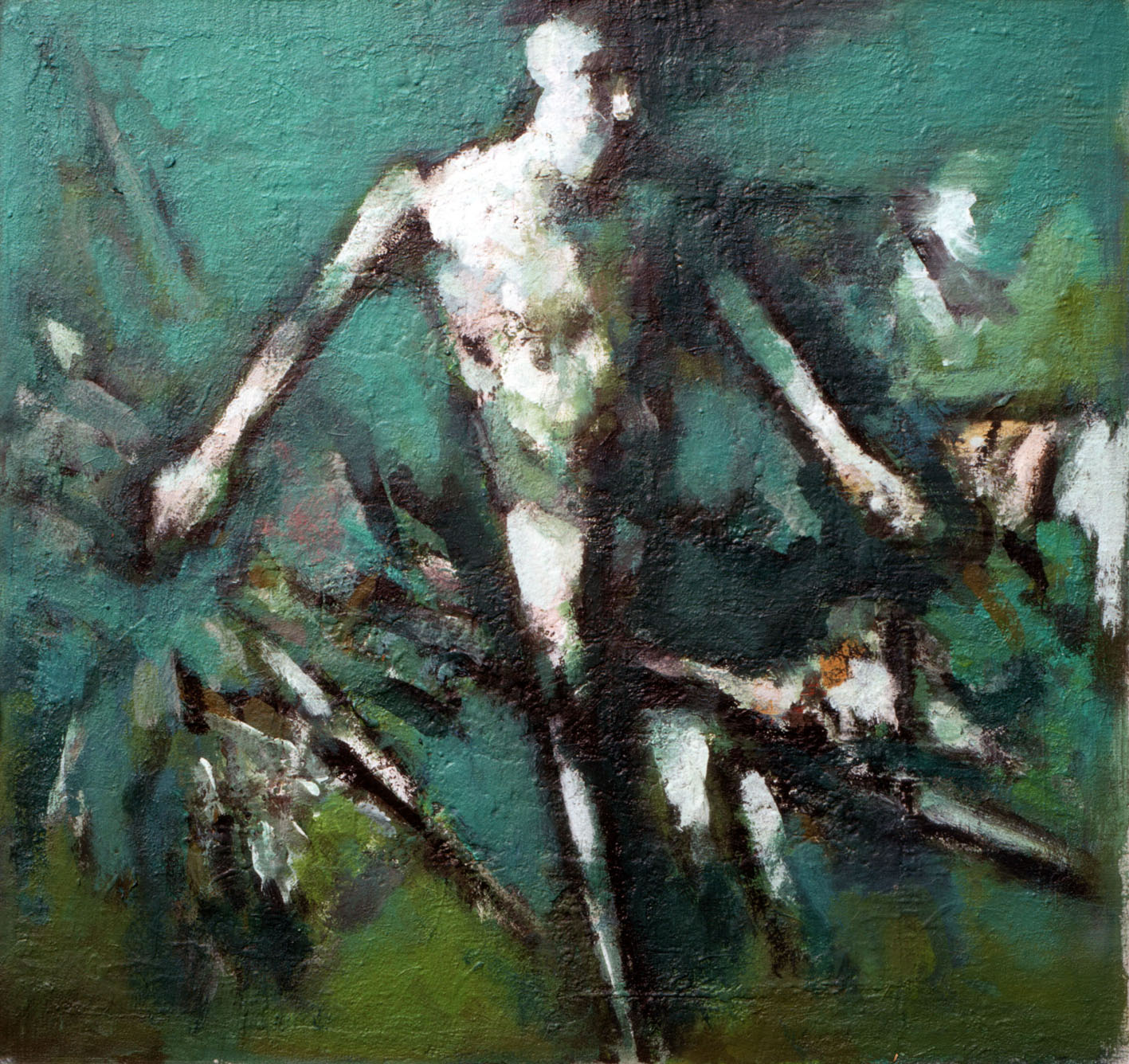
Schreitender, ca. 1998

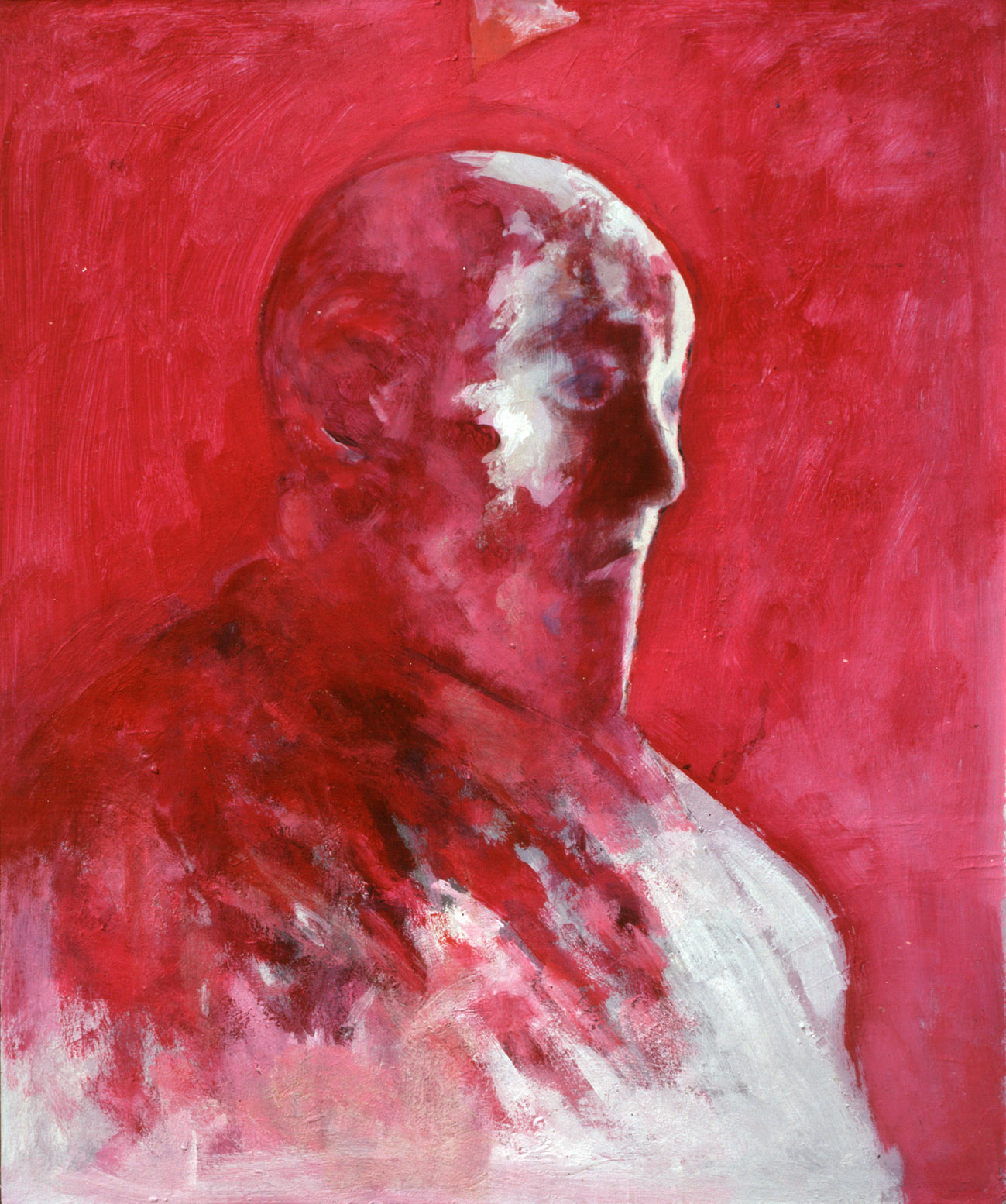
Ohne Titel, ca. 1970

Bereits mit 14 Jahren entschied er sich für einen künstlerischen Beruf und besuchte zunächst die kunstgewerbliche Fachschule Gablonz (1937–1939), erlernte dort Gebrauchsgrafik. 1940 bis 1944 studierte er an der Akademie der bildenden Künste in München Bildhauerei und war Meisterschüler bei Joseph Wackerle. Seit 1944 arbeitete er ausschließlich als Maler im eigenen Münchner Atelier. Ab 1959 unternahm er regelmäßig Reisen nach Griechenland.
Innerhalb der Kunstformen wechselte Klose mehrmals das Fach, auf der Suche nach eigenen Ausdrucksmöglichkeiten. In der frühen Nachkriegszeit fanden einige Ausstellungen statt, ab 1950 widmete er sich zurückgezogen im Atelier seiner Malerei, verweigerte sich konsequent dem Kunstbetrieb: „Ich wollte einfach nicht ausstellen. Man läuft immer Gefahr, sich dabei selbst zu verkaufen.“ Erst Mitte der 1980er Jahre waren Kloses Bilder wieder in Ausstellungen zu sehen.
Klose lehnte es ab, nur abstrakt zu malen, ließ räumliche, gegenständliche und vor allem plastische Elemente in seiner Kunst zu. Er arbeitete oft sehr lange an seinen Bildern, begann unbestimmt mit Flecken, Farben, Rhythmen, hellen oder dunklen Stimmungen, stellte das Bild weg und nahm es sich erneut vor: „Ich habe noch nie ein Bild auf einen Sitz fertig gemalt, das zieht sich über Jahre hin.“ Kloses Bilder befinden sich heute fast ausschließlich in Privatsammlungen.

## Ausstellungen
- 1947 Roman Norbert Ketterer (Stuttgart)
- 1948 Landesmuseum Hannover (Kunstverein Hannover), Galerie Maier-Lengeling (Nürnberg)
- 1983 Galerie Volksbank (Murrhardt)
- 1988 Galerie Fred Jahn (München)
- 1992 Galerie im BBV-Haus (München)
- 1993 Galerie Jahn + Galerie Hasenclever (München)
- 1994 Galerie im Rathaus (München)
- 1994 Seerosen-Preis der Stadt München
- 1995 Galerie Franke (Stuttgart)
- 2002 Galerie im Ganserhaus (Wasserburg/Inn)
- 2004 Kulturhaus Eching
- 2011 Karl & Faber (München)

## Zitate
- „Farbe, Fleck und Rhythmus, das ist viel wichtiger als eine präzise Aussage.“
- „Die Figur ist wichtiger als das Individuum, und das Stilleben ist wichtiger als die einzelne Blume.“
- „Etwas Unfertiges und Offenes kann viel besser sein als das Abgeschlossene.“